# Glücksliga

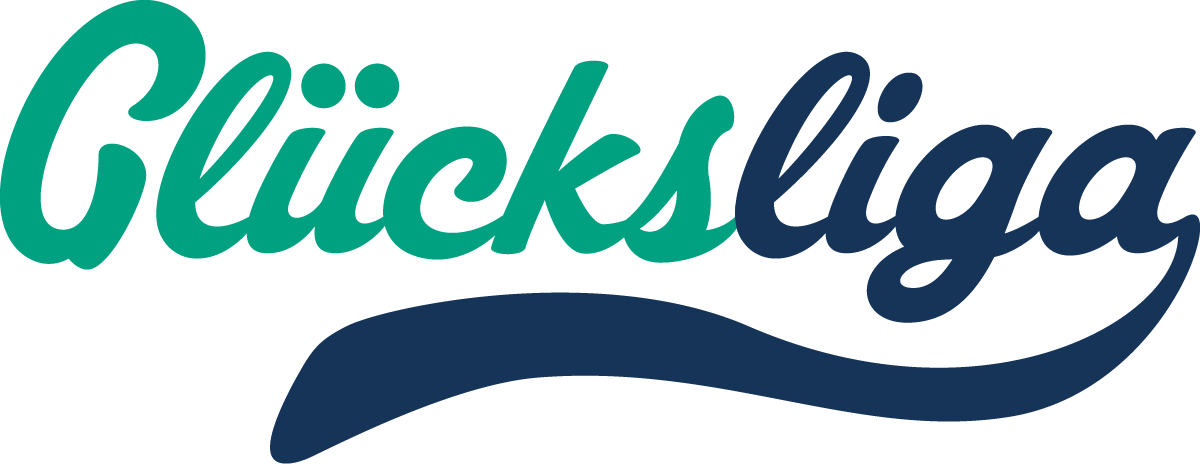
Logo Glücksliga

Die Glücksliga ist eine Handballliga für entwicklungsbehinderte Kinder und Jugendliche. Die Liga wurde im Herbst 2021 in Bad Salzuflen gegründet. Das Konzept stammt aus Dänemark, wo seit 2017 die Lykkeliga bekannt ist. Maria Ravn Jargensen nutzte die Idee aus ihrem Heimatland und setzt sie mit Unterstützung ihres Stammvereins – bei Handball Bad Salzuflen – um. Zielstellung der Glücksliga ist es, positive Erfahrungen für Kinder und Familien zu schaffen. Durch positive Kommunikation sollen die Kinder und Jugendlichen eine positive Sichtbarkeit erlangen. Dies soll zu einer besseren Integration in die Gesellschaft führen. Der Leistungsgedanke steht hierbei hintan. 
Bereits kurz nach dem Start haben verschiedene Medien über die Glücksliga berichtet, u. a. in der WDR Lokalzeit, WDR 2, RTL. 
Im Februar 2023 erhielt Maria Ravn Jargensen den "Ehrwin des Monats" für ihr Engagement. Die WDR Lokalzeit zeichnet damit monatlich besonderes ehrenamtliches Engagement aus.

## Übersicht der Mannschaften
- Handball Bad Salzuflen „Super Kidz“
- Handballteam SF Senne "Senner Glückskids"
- Glückskinder TV Arnsberg Handball
- Eintracht Oberlübbe e.V.
- JSG Weserbergland "POWERKIDS"
- NHV Concordia Delitzsch
- HSG Strohgäu "HändiCäpsele"
- Eisenbahner Turngemeinde Recklinghausen „Zauberbande“
- MT Melsungen "Glückskinder"
- VfL Oldenburg "Robbys Drachenkids"
- HSG Rösrath/Forsbach „young machine’s“
- BV Garrel "Löwenkinder Garrel"
- TV Emsdetten "Krokos Emsdetten"
- Spvg. Hesselteich-Siedinghausen 1958 e.V. "Hessis Helden"
- SpVgg Renningen 1899 „RANKBACH ROCKETS“
- TSG Altenhagen-Heepen "Happy Kids"
- TuS GW Himmelsthür "HimmBären"
- TSV Peißenberg "Löwenbande"
- Handball Detmold "HandballGlück"
- HSG Mutterstadt/Ruchheim "Glücksfüchse"